# وداد حمدی
وداد حمدی (عربی: وداد حمدى؛ ۷ مارس ۱۹۲۴ – ۲۶ مارس ۱۹۹۴) هنرپیشه اهل مصر بود.